# Andrea Seculin
Andrea Seculin (* 14. Juli 1990 in Gorizia, Italien) ist ein italienischer Fußballspieler, der auf der Position des Torhüters spielt.

## Karriere

### Verein
Seculin begann seine Karriere bei der AC Florenz, kam hier nur in dessen zweiter Mannschaft zu Einsätzen. Ab 2008 war er Stammtorwart der zweiten Mannschaft und gleichzeitig vierter Torwart der ersten Mannschaft in der Saison 2008/09. 2010 erhielt er einen Profivertrag und wurde 2011 an die SS Juve Stabia ausgeliehen, war auch hier zunächst Ersatzkeeper, avancierte 2012 jedoch zum Stammtorhüter und bestritt 35 Spiele. Nach Ende der Leihfrist wechselte er 2013 zu Chievo Verona, wurde auch hier wieder verliehen, diesmal an die AS Avellino 1912 und kam hier zu drei Einsätzen. Seit 2013 ist er wieder im Kader von Chievo.

### Nationalmannschaft
Seculin kam in der U-20 zu einem Einsatz und bestritt vier Spiele für die U-21.